# Coelho Neto
Coelho Neto – stacja metra w Rio de Janeiro, na linii 2. Zlokalizowana jest pomiędzy stacjami Colégio i Acari-Fazenda Botafogo. Została otwarta 31 sierpnia 1998.